# Lirydy
Lirydy (006 LYR) – rój meteorów związany z kometą Thatchera (C/1861 G1). Ich radiant znajduje się na granicy gwiazdozbiorów Lutni i Herkulesa. Aktywność roju wypada pomiędzy 16 a 25 kwietnia z maksimum
występującym w okolicach 21-22 kwietnia z aktywnością na poziomie ZHR=18. Prędkość Lirydów wynosi 49 km/s, są więc zjawiskami
dość szybkimi. 
Rój Lirydów jest pierwszym rojem, o którym wspominają starożytne kroniki. Najwcześniejsze wzmianki na temat jego aktywności można znaleźć już w chińskich zapiskach datowanych na rok 2000 p.n.e. Wysoką aktywność tego roju odnotowano także w latach 687 i 15 p.n.e. W znacznie bliższych nam czasach Lirydy też popisywały się wysoką aktywnością. W roku 1803 obserwatorzy amerykańscy odnotowali maksimum z ZHR rzędu 700. W roku 1922 w Polsce obserwowano ZHRy z zakresu 360-600. Trochę niższe maksima z ZHR rzędu 100 odnotowano także w latach 1934, 1945, 1946 i 1982. W ostatnich latach najwyższą aktywność Lirydów z ZHR=38 odnotowano w roku 2012. W Polsce, dzięki Pracowni Komet i Meteorów, udało się zorganizować dwie duże kampanie obserwacyjne poświęcone temu rojowi (lata 1996, 2004). 
Pomimo tego, że Lirydy są rojem bardzo starym, wyróżniają się w miarę ostrym maksimum i krótkim okresem aktywności. Takie zachowanie roju zawdzięczamy orbicie ciała macierzystego roju – komecie Thather (C/1861 G1), która przecina się z ekliptyką pod kątem aż 80 stopni. Tak duże nachylenie powoduje, że meteoroidy z roju Lirydów są prawie wolne od perturbacji grawitacyjnych innych ciał Układu Słonecznego.
Wieczorem w Polsce radiant Lirydów wznosi się ledwie 10 stopni ponad horyzont. Tuż po zachodzie Słońca nie należy więc liczyć na wysokie liczby godzinne. Już jednak około godziny 21 UTC (23 czasu lokalnego) znajduje się on na wysokości 30 stopni, a do świtu wzniesie się nawet do 70 stopni.